# المدرسة الثعالبية
المدرسة الثعالبية في قصبة الجزائر هي مدرسة إسلامية تأسست أثناء الاحتلال الفرنسي للجزائر بجوار زاوية سيدي عبد الرحمان الثعالبي سنة 1322هـ (1904م).

## ظروف نشأتها
لقد كان انتشار الجهل والأمية الذي انتشر في أوساط الشعب الجزائري من مخلفات المقاومة الشعبية الجزائرية ضد فرنسا، وخاصة مقاومة متيجة في بداية الاحتلال، التي أدت إلى فقدان الجزائر لزهرة علمائها في ميدان الجهاد.
كما أن كثيرًا من العلماء الجزائريين هاجروا إلى المشرق العربي، وإلى البلاد الإسلامية الأخرى، يتحيّنون الفرص للرجوع إلى الوطن وتطهيره من سيطرة الفرنسيين، كل ذلك ساهم في انتشار الجهل وتفشي الأمية بين أفراد الأمة، مما أثّر سلبًا على الحياة الفكرية في تلك الفترة.

## التعليم الفرنسي البديل
قام الاحتلال الفرنسي للجزائر بالتخطيط لفتح مدارس لتعليم نخبة قليلة العدد من أبناء الجزائر، ورفع مستواهم الثقافي، يقصد من وراء ذلك تجريد الشعب الجزائري من شخصيته العربية الإسلامية، ومحاولة إدماجه وصهره في البوتقة الفرنسية بإعطائه تعليمًا هزيلاً يجعله أسهل انقيادًا لسياسته.
كما كان يهدف إلى قتل ووأد الروح الوطنية التي أدت إلى اشتعال الثورات المتوالية، وجعل الشعب أكثر خضوعًا للاحتلال، وذلك بإيجاد قلة متعلمة للاستفادة منها في بعض الوظائف التي تخدم الاحتلال.
ولذلك أنشأت فرنسا لهذا الغرض عدة مدارس ابتدائية، منها المدارس (الفرنسوية الإسلامية Franco-Musulmane)، في الجزائر العاصمة وبعض المدن الأخرى ابتداءً من سنة 1836م.

## إنشاؤها
صدر مرسوم إنشاء المدرسة الثعالبية من طرف إدارة الاحتلال الفرنسي للجزائر سنة 1266هـ (1850م) لتكون مدرسة عليا جديدة بالإضافة إلى المدرسة العليا القديمة في مدينة الجزائر.

## الطراز المعماري
تم الشروع في بناء المدرسة الثعالبية من طرف بنائين ومعماريين تفننوا في تنسيق ردهات المبنى وأعمدته وأسقفه التي تتألق حاملة زخرفاً عربياً أندلسياً راقياً، ليتحول المبنى إلى تحفة معمارية متفردة.
هندستها المعمارية تنبض بدقات قلب مدينة الجزائر العتيقة حيث استلهم في بذلك المعمار العربي الإسلامي في تشييد هذه البناية الأنيقة، وكانت الفكرة تنطلق من محاولة الحاكم العام للجزائر في بداية القرن العشرين شارل جونار توطين المباني لجعلها جسر عبور إلى قلوب الجزائريين الذين كانوا ينفرون من التعاطي مع إدارة الاحتلال الفرنسي للجزائر بمبانيها الفكتورية ذات الطراز الأوروبي الصرف.
وقد شجع جونار إحياء فن العمارة الإسلامية، والتقرّب من طبقة المثقفين التقليديين، وشجعهم على القيام بمهمتهم القديمة، كإقامة الدروس في المساجد ونحوها، وأشرف على فتح المدرسة الثعالبية المشيدة على شكل قصر ذي طراز معماري أندلسي ومغاربي لعله من خلال ذلك يجد طريقاً إلى قلوب الجزائريين.
فشيدت بعض المباني التي تخدم فكرة التقرب من الأهالي باستنباط المعمار المحلي والإسلامي مثل مبنى البريد المركزي، ومبنى المحافظة (ولاية الجزائر حالياً) الواقعة في واجهة البحر، أو بعض المدارس المتناثرة هنا وهناك في أحياء الجزائر العاصمة المختلفة.

## افتتاحها
تم افتتاح وتدشين المدرسة الثعالبية في عهد الحاكم الفرنسي شارل جونار سنة 1322هـ (1904م)، لتكون إحدى مدارس التعليم الثانوي والعالي التي لم تكن متاحة للجزائريين إلا بحلول القرن العشرين.
وقد أشرف شارل جونار على افتتاحها بجوار زاوية سيدي عبد الرحمان الثعالبي في قصبة الجزائر لتكون، وندب اثنين من الشيوخ للتدريس ونشر العلم بها.

## تسميتها
كان مشروع إنشاء مدرسة قصبة الجزائر يهدف إلى تأسيس مدرسة عليا جديدة، ولكن شارل جونار أعطاها اسم الثعالبية بسبب اهتمامه بالمسلمين وفتح المدارس في وجههم في إطار مشروع إدماجهم في النسق الفرنسي.
ولذلك نظم أبو القاسم الحفناوي بن الشيخ مؤلف تعريف الخلف برجال السلف أبياتا لتحفر على الرخام وتوضع على مدخل المدرسة، وأشاد فيها طبعا بالحاكم العام جونار، ورغم وجود اسم جونار فيها فإنها من الشعر المناسب في بابها.
وهي من أوائل الشعر الذي قيل في المنشآت العامة، وهو الشعر الذي سينطلق مع محمد العيد آل خليفة انطلاقة كبيرة للإشادة بالمدارس والنوادي والصحف التي أنشأها الشعب تحت إشراف جمعية العلماء المسلمين الجزائريين وغيرها.
وهذه هي أبيات الحفناوي بن الشيخ:
وفي هذه الأبيات الستة لخص الحفناوي تاريخ العلم من اليونان الإغريق، إلى العرب، إلى الفرنسيين، الذين سماهم (دولة الجمهور) أو الجمهورية. ورغم البراءة العلمية هنا فإن الشاعر قد جعل فرنسا هي خليفة العرب والإغريق في العلوم، وهذا رأي سياسي واضح. ويقصد بعبارة (لجنسنا فتحت) أن فرنسا فتحت هذه المدرسة للمسلمين والعرب، أثناء عهد جونار. وكان الشاعر معجبا، مثل غيره من النخبة المتعلمة آنذاك، بهذا الحاكم العام، الذي اهتم بمسلمي الجزائر محييا آثار أسلافهم، وحاول أخذهم على طريق التقدم العصري، حتى تجمع الجزائر بين عصر الشرق القديم وبحر الغرب الجديد، كما فعل الأوروبيون من قبل.

## منهاجها
أمر شارل جونار بإعداد منهاج تعليمي للمدرسة الثعالبية عبر نشر كتابين هامين، هما:
1. كتاب تعريف الخلف برجال السلف، الذي صنّفه الشيخ أبو القاسم الحفناوي، وطبعه سنة 1907م.
2. كتاب البستان في ذكر الأولياء والعلماء بتلمسان، الذي صنّفه الشيخ ابن مريم الشريف التلمساني، الذي تولى إعداده للنشـر الأستاذ محمد ابن أبي شنب، وطبع سنة 1908م.[7]

## أساتذتها
- عبد القادر المجاوي[8]
- محمد ابن أبي شنب[9]
- علي العمالي[10][11]
- عبد الرزاق الأشرف[12]

## كتب عنها
- حمدون أو نفحات من المدرسة الثعالبية، من تأليف الأستاذ سليمان عناني.[13]